# Baltasar Pedrosa Clavero
Baltasar Pedrosa Clavero (Barcelona, 1961 - ). es un dibujante, escritor, ilustrador y animador español. Su trayectoria comienza en 1981, cuando empieza a realizar ilustraciones y a dibujar cómics para Ediciones La Cúpula, y en otras varias revistas. Sigue su carrera profesional como ayudante de animación y rodaje en Studio Andreu, realizando publicidad y el piloto El pequeño capitán. Más tarde se incorpora en Equip Producciones como animador de publicidad, y en Mofli el último Koala, serie de animación para televisión. A continuación colabora como animador de los largometrajes de animación `Peraustrinia 2004 y Despertaferro, donde también realiza storyboards.
Para las productoras Alfonso Productions, Equipo Producciones, Delta Group y BRB Internacional realiza diversos spots publicitarios de animación y cabeceras de televisión, así como desempeña diversos cometidos en las series de animación para TV Dukula, D'Artacan y los tres mosqueperros, El Regreso de D'Artacan y Las 1001 Américas. 
Entre 1990 y 1994 trabaja como director de animación, animador o realizador de stories en las series televisivas Cobi (COOB), Víctor y Hugo, Balin, Clip y Charlie, Avenger Penguins y Detective Boogey, y en los cortometrajes Muñeca Fea, Rhingold y Carmen. 
Tras realizar trabajos de creatividad, modelos, stories y animación para la serie de animación Detective Boogey, El Patito Feo, The Tool Family, Billy the Cat, Fantom Cat y proyectos varios, a partir de 1995, se incorpora a Cromosoma como supervisor de animación del largometraje La Fletxa Blava. En la misma productora es el realizador de series como Les Magilletres, Las Tres Mellizas, La Bruja Aburrida, El Planeta de Poco Poco, Miniman, y Juanito Jones.
El primer largometraje como director de Baltasar Pedrosa, Gisaku (2005) es una propuesta insólita y pionera en el cine de animación español, pues se trata del primer largometraje de estilo anime realizado íntegramente en Europa.